# Asproinocybe superba
Asproinocybe superba är en svampart som först beskrevs av Roy Watling, och fick sitt nu gällande namn av Guzmán 2004. Asproinocybe superba ingår i släktet Asproinocybe och familjen Tricholomataceae.   Inga underarter finns listade i Catalogue of Life.